# Act of Valor
Act of Valor is een Amerikaanse actiefilm uit 2012. Deze film is geregisseerd door Mike McCoy en Scott Waugh.

## Verhaal
Tijdens het redden van een ontvoerde CIA-agent ontdekt een troep Navy SEALS dat er een gevaarlijke aanslag wordt beraamd op de Verenigde Staten. Er volgt een jacht om degenen die achter het plan zitten te pakken te krijgen.

## Rolverdeling
| Acteur           | Personage      |
| ---------------- | -------------- |
| Ailsa Marshall   | Jackie Engel   |
| Drea Castro      | Recruit        |
| Nestor Serrano   | Walter Ross    |
| Emilio Rivera    | Sanchez        |
| Alex Veadov      | Christo        |
| Gonzalo Menendez | Commander      |
| Dimiter Marinov  | Karimov        |
| Jason Cottle     | Abu Shabal     |
| Roselyn Sánchez  | Lisa Morales   |
| Sonny Sison      | Agbayani Magat |